# Attila Hörbiger
Attila Hörbiger (21 de abril de 1896 – 27 de abril de 1987) fue un actor teatral y cinematográfico austriaco. 

## Biografía
Nacido en Budapest, entonces parte de Austria-Hungría, su padre era el ingeniero Hanns Hörbiger y su hermano mayor el actor Paul Hörbiger. Empezó su carrera teatral en 1919, actuando en el Teatro Raimund de Viena en 1921, y formando parte desde 1928 de la compañía del Theater in der Josefstadt bajo la dirección de Max Reinhardt, y a partir del 1950 de la del Burgtheater. Desde 1935 a 1937 y desde 1947 a 1951 Hörbiger hizo el primer papel en representaciones de piezas como Jedermann, de Hugo von Hofmannsthal, en el Festival de Salzburgo. También fue Rodolfo I de Habsburgo en la obra de Franz Grillparzer König Ottokars Glück und Ende, en un gran reestreno que tuvo lugar en el Burgtheater el 15 de octubre de 1955.
En 1931 Hörbiger protagonizó Die große Liebe, la primera película dirigida por Otto Preminger. Hörbiger actuó en varias películas alemanas y austriacas, a menudo junto a su esposa, Paula Wessely, con la que se había casado en 1935, y con la que tuvo tres hijas actrices, Elisabeth Orth (nacida en 1936), Christiane Hörbiger (1938) y Maresa Hörbiger (1945). Tras el Anschluss, Hörbiger y Wessely trabajaron en el film de propaganda antipolaco Heimkehr en 1941. Hörbiger formó parte del Partido Nacionalsocialista Obrero Alemán.
Attila Hörbiger siguió actuando en el teatro hasta 1985, falleciendo dos años más tarde en Viena, Austria, a los 91 años de edad tras sufrir un accidente cerebrovascular. Fue enterrado en el Cementerio Grinzing de Viena.

## Filmografía
| - 1929: Nachtlokal - 1929: Das Mädchenschiff / Lebende Ware - 1929: Die Tat des Andreas Harmer - 1930: Das Wolgamädchen - 1930: Das Flötenkonzert von Sanssouci - 1930: Kaiserliebchen - 1930: Der unsterbliche Lump - 1931: Die große Liebe - 1931: Ihre Hoheit befiehlt - 1932: Sensation 202 - 1932: Lumpenkavaliere - 1933: Der Große Trick - 1933: Der Tunnel - 1934: Zwischen Himmel und Erde - 1934: Punks kommt aus Amerika - 1935: Varieté - 1935: Die Liebe des Maharadscha - 1935: Das Tagebuch der Geliebten - 1936: Mädchenpensionat - 1936: Ernte - 1937: Revolutionshochzeit - 1938: Spiegel des Lebens - 1938: Fracht von Baltimore - 1938: Zwischen Strom und Steppe - 1939: Menschen vom Varieté - 1939: Grenzfeuer - 1939: Renate im Quartett - 1939: Frau im Strom - 1940: Donauschiffer - 1940: Die letzte Runde - 1940: Im Schatten des Berges | - 1940: Wetterleuchten um Barbara - 1941: Heimkehr - 1942: Späte Liebe - 1943: Die kluge Marianne - 1943: Die goldene Fessel - 1944: Am Ende der Welt - 1944: Freunde - 1944: Ulli und Marei - 1947: Das unsterbliche Antlitz - 1948: Gottes Engel sind überall, - 1948: Der Engel mit der Posaune - 1948: Maresi - 1949: Vagabunden der Liebe / Vagabunden - 1950: Das vierte Gebot - 1951: Maria Theresia - 1951: Gefangene Seele - 1953: Der Verschwender - 1954: Die Hexe - 1954: Weg in die Vergangenheit - 1955: Spionage - 1955: Das Mädchen vom Pfarrhof - 1955: Der Major und die Stiere - 1956: Kronprinz Rudolfs letzte Liebe - 1956: Der Meineidbauer - 1956: Kaiserjäger - 1957: Der Edelweißkönig - 1961: Man nennt es Amore - 1965: Der Alpenkönig und der Menschenfeind - 1974: Karl May - 1977: Rückkehr |